# Liste der Nummer-eins-Hits in Österreich (1990)
Dies ist eine Liste der Nummer-eins-Hits in Österreich im Jahr 1990. Sie basiert auf den Top-30-Single- und Albumlisten der österreichischen Charts (die Albumcharts vom 7. Jänner liegen nur als Top 25 vor). 1990 war das erste Jahr, in dem es in Österreich eine wöchentliche Chartliste gab (vorher halbmonatlich). Die ersten Wochencharts erschienen am 7. Jänner.

## Singles
| ← 1989 ← | Liste der Nummer-eins-Hits in Österreich | Liste der Nummer-eins-Hits in Österreich | Liste der Nummer-eins-Hits in Österreich                                                        | 1991 → |
| \| Zeitraum \| Wo. ges. \| Interpret \| Titel Autor(en) \| Zusätzliche Informationen \| \| (Zeitraum, Wochen auf Platz eins, Interpret, Titel, Autor[en], zusätzliche Informationen) \| \| \| \| \| \| ----------------------------------------------------------------------------------------- \| -------- \| ------------------------------- \| ----------------------------------------------------------------------------------------------- \| ------------------------------------------------------------------------------------------------------------------------------------------------------------------------------------------------------------------------------------------------------------------------------------------------- \| \| 1. Dezember 1989 – 6. Januar 1990 5 Wochen \| 5 \| Milli Vanilli \| Girl I’m Gonna Miss You Peter Bischof-Fallenstein, Frank Farian, Dietmar Kawohl \| Girl I’m Gonna Miss You ist der zweite Nummer-eins-Hit in Österreich für das Frank-Farian-Projekt nach Girl You Know It’s True (1988). \| \| 7. Januar 1990 – 17. Februar 1990 6 Wochen \| 6 \| Lisa Stansfield \| All Around the World Ian Owen Devaney, Andy Morris, Lisa Jane Stansfield \| – \| \| 18. Februar 1990 – 3. März 1990 2 Wochen \| 2 \| Laid Back \| Bakerman John Guldberg, Tim Peter Stahl, Arthur Joshua Stander \| Das dänische Pop-Duo erreichte bereits 1983 mit Sunshine Reggae die Top-Position der österreichischen Singlecharts. \| \| 4. März 1990 – 28. April 1990 8 Wochen \| 8 \| Sinéad O’Connor \| Nothing Compares 2 U Prince \| Die erfolgreichste Single der irischen Künstlerin war ein internationaler Nummer-eins-Hit und stand unter anderem auch in Deutschland, der Schweiz, dem Vereinigten Königreich, den Vereinigten Staaten sowie in ihrem Heimatland Irland auf Platz 1 der Charts. Es wurde von Prince geschrieben. \| \| 29. April 1990 – 2. Juni 1990 5 Wochen \| 5 \| Erste Allgemeine Verunsicherung \| Ding Dong Gerhard Breit, Klaus Eberhartinger, Nino Holm, Günther Schönberger, Thomas Spitzer \| Für die Erste Allgemeine Verunsicherung war es der dritte und bisher letzte Nummer-eins-Hit in den Single-Charts. \| \| 3. Juni 1990 – 14. Juli 1990 6 Wochen \| 6 \| Nick Kamen \| I Promised Myself Nick Kamen \| – \| \| 15. Juli 1990 – 6. Oktober 1990 12 Wochen \| 12 \| Matthias Reim \| Verdammt, ich lieb’ Dich Bernd Dietrich, Matthias Reim \| Verdammt, ich lieb’ Dich erreichte in Österreich Platin-Status und blieb die erfolgreichste Single für den deutschen Schlagersänger. \| \| 7. Oktober 1990 – 10. November 1990 5 Wochen \| 5 \| DNA feat. Suzanne Vega \| Tom’s Diner Suzanne Vega \| Remix des Original-Songs von Suzanne Vega (1987) mit dem Beat von Soul II Souls Keep on Movin’ (1989). \| \| 11. November 1990 – 8. Dezember 1990 4 Wochen \| 4 \| Londonbeat \| I’ve Been Thinking About You Jimmy Chambers, George Edward Chandler, Jimmy Helms, Liam Henshall \| International ebenfalls auf Platz 1 in Deutschland, der Schweiz und den Vereinigten Staaten, im Vereinigten Königreich verfehlte der Song die Nummer-1-Position und musste sich Chesney Hawkes’ The One And Only geschlagen geben. \| \| 9. Dezember 1990 – 2. Februar 1991 8 Wochen \| 8 \| Enigma \| Sadeness (Part I) Curly M.C., F. Gregorian, David Fairstein \| – \| |                                          |                                          |                                                                                                 | |
| ← 1989 |                                          |                                          |                                                                                                 | → 1991 → |
| Zeitraum | Wo. ges.                                 | Interpret                                | Titel Autor(en)                                                                                 | Zusätzliche Informationen |
| (Zeitraum, Wochen auf Platz eins, Interpret, Titel, Autor[en], zusätzliche Informationen) |                                          |                                          |                                                                                                 | |
| 1. Dezember 1989 – 6. Januar 1990 5 Wochen | 5                                        | Milli Vanilli                            | Girl I’m Gonna Miss You Peter Bischof-Fallenstein, Frank Farian, Dietmar Kawohl                 | Girl I’m Gonna Miss You ist der zweite Nummer-eins-Hit in Österreich für das Frank-Farian-Projekt nach Girl You Know It’s True (1988). |
| 7. Januar 1990 – 17. Februar 1990 6 Wochen | 6                                        | Lisa Stansfield                          | All Around the World Ian Owen Devaney, Andy Morris, Lisa Jane Stansfield                        | – |
| 18. Februar 1990 – 3. März 1990 2 Wochen | 2                                        | Laid Back                                | Bakerman John Guldberg, Tim Peter Stahl, Arthur Joshua Stander                                  | Das dänische Pop-Duo erreichte bereits 1983 mit Sunshine Reggae die Top-Position der österreichischen Singlecharts. |
| 4. März 1990 – 28. April 1990 8 Wochen | 8                                        | Sinéad O’Connor                          | Nothing Compares 2 U Prince                                                                     | Die erfolgreichste Single der irischen Künstlerin war ein internationaler Nummer-eins-Hit und stand unter anderem auch in Deutschland, der Schweiz, dem Vereinigten Königreich, den Vereinigten Staaten sowie in ihrem Heimatland Irland auf Platz 1 der Charts. Es wurde von Prince geschrieben. |
| 29. April 1990 – 2. Juni 1990 5 Wochen | 5                                        | Erste Allgemeine Verunsicherung          | Ding Dong Gerhard Breit, Klaus Eberhartinger, Nino Holm, Günther Schönberger, Thomas Spitzer    | Für die Erste Allgemeine Verunsicherung war es der dritte und bisher letzte Nummer-eins-Hit in den Single-Charts. |
| 3. Juni 1990 – 14. Juli 1990 6 Wochen | 6                                        | Nick Kamen                               | I Promised Myself Nick Kamen                                                                    | – |
| 15. Juli 1990 – 6. Oktober 1990 12 Wochen | 12                                       | Matthias Reim                            | Verdammt, ich lieb’ Dich Bernd Dietrich, Matthias Reim                                          | Verdammt, ich lieb’ Dich erreichte in Österreich Platin-Status und blieb die erfolgreichste Single für den deutschen Schlagersänger. |
| 7. Oktober 1990 – 10. November 1990 5 Wochen | 5                                        | DNA feat. Suzanne Vega                   | Tom’s Diner Suzanne Vega                                                                        | Remix des Original-Songs von Suzanne Vega (1987) mit dem Beat von Soul II Souls Keep on Movin’ (1989). |
| 11. November 1990 – 8. Dezember 1990 4 Wochen | 4                                        | Londonbeat                               | I’ve Been Thinking About You Jimmy Chambers, George Edward Chandler, Jimmy Helms, Liam Henshall | International ebenfalls auf Platz 1 in Deutschland, der Schweiz und den Vereinigten Staaten, im Vereinigten Königreich verfehlte der Song die Nummer-1-Position und musste sich Chesney Hawkes’ The One And Only geschlagen geben.                                                                |
| 9. Dezember 1990 – 2. Februar 1991 8 Wochen | 8                                        | Enigma                                   | Sadeness (Part I) Curly M.C., F. Gregorian, David Fairstein                                     | – |

## Alben
| ← 1989 ← | Liste der Nummer-eins-Alben in Österreich | Liste der Nummer-eins-Alben in Österreich | Liste der Nummer-eins-Alben in Österreich | 1991 → |
| \| Zeitraum \| Wo. ges. \| Interpret \| Titel \| Zusätzliche Informationen \| \| (Zeitraum, Wochen auf Platz eins, Interpret, Titel, zusätzliche Informationen) \| \| \| \| \| \| ------------------------------------------------------------------------------ \| -------- \| ------------------------------- \| -------------------------------- \| ------------------------------------------------------------------------------------------------------------- \| \| 1. Dezember 1989 – 20. Januar 1990 7 Wochen \| 7 \| (Verschiedene Interpreten) \| Kuschelrock 3 \| – \| \| 21. Januar 1990 – 27. Januar 1990 1 Woche (insgesamt 9) \| 9 \| Phil Collins \| …But Seriously \| – \| \| 28. Januar 1990 – 3. Februar 1990 1 Woche \| 1 \| Lisa Stansfield \| Affection \| – \| \| 4. Februar 1990 – 31. März 1990 8 Wochen (insgesamt 9) \| 9 \| Phil Collins \| … But Seriously \| Erstes von zwei Nummer-eins-Alben des britischen Künstlers in den österreichischen Charts. \| \| 1. April 1990 – 19. Mai 1990 7 Wochen \| 7 \| Sinéad O’Connor \| I Do Not Want What I Haven’t Got \| Wie die Single Nothing Compares 2 U in allen wichtigen Plattenmärkten auf Platz 1. \| \| 20. Mai 1990 – 26. Mai 1990 1 Woche \| 1 \| Kastelruther Spatzen \| Feuer im ewigen Eis \| Zweites von fünf Nummer-eins-Alben für die Musikgruppe aus Südtirol. \| \| 27. Mai 1990 – 1. September 1990 14 Wochen \| 14 \| Erste Allgemeine Verunsicherung \| Neppomuk’s Rache \| Drittes von sechs Nummer-eins-Alben (exklusive Kompilationen) in Folge für die österreichische Pop-Rock-Band. \| \| 2. September 1990 – 13. Oktober 1990 6 Wochen \| 6 \| (Soundtrack) \| Pretty Woman \| – \| \| 14. Oktober 1990 – 10. November 1990 4 Wochen (insgesamt 5) \| 5 \| Herbert Grönemeyer \| Luxus \| – \| \| 11. November 1990 – 17. November 1990 1 Woche \| 1 \| Jon Bon Jovi \| Blaze of Glory \| – \| \| 18. November 1990 – 24. November 1990 1 Woche (insgesamt 5) \| 5 \| Herbert Grönemeyer \| Luxus \| – \| \| 25. November 1990 – 22. Dezember 1990 4 Wochen (insgesamt 11) \| 11 \| Elton John \| The Very Best of Elton John \| – \| \| 23. Dezember 1990 – 5. Januar 1991 2 Wochen \| 2 \| David Hasselhoff \| Crazy for You \| – \| |                                           |                                           |                                           | |
| ← 1989 |                                           |                                           |                                           | → 1991 → |
| Zeitraum | Wo. ges.                                  | Interpret                                 | Titel                                     | Zusätzliche Informationen                                                                                     |
| (Zeitraum, Wochen auf Platz eins, Interpret, Titel, zusätzliche Informationen) |                                           |                                           |                                           | |
| 1. Dezember 1989 – 20. Januar 1990 7 Wochen | 7                                         | (Verschiedene Interpreten)                | Kuschelrock 3                             | – |
| 21. Januar 1990 – 27. Januar 1990 1 Woche (insgesamt 9) | 9                                         | Phil Collins                              | …But Seriously                            | – |
| 28. Januar 1990 – 3. Februar 1990 1 Woche | 1                                         | Lisa Stansfield                           | Affection                                 | – |
| 4. Februar 1990 – 31. März 1990 8 Wochen (insgesamt 9) | 9                                         | Phil Collins                              | … But Seriously                           | Erstes von zwei Nummer-eins-Alben des britischen Künstlers in den österreichischen Charts.                    |
| 1. April 1990 – 19. Mai 1990 7 Wochen | 7                                         | Sinéad O’Connor                           | I Do Not Want What I Haven’t Got          | Wie die Single Nothing Compares 2 U in allen wichtigen Plattenmärkten auf Platz 1.                            |
| 20. Mai 1990 – 26. Mai 1990 1 Woche | 1                                         | Kastelruther Spatzen                      | Feuer im ewigen Eis                       | Zweites von fünf Nummer-eins-Alben für die Musikgruppe aus Südtirol.                                          |
| 27. Mai 1990 – 1. September 1990 14 Wochen | 14                                        | Erste Allgemeine Verunsicherung           | Neppomuk’s Rache                          | Drittes von sechs Nummer-eins-Alben (exklusive Kompilationen) in Folge für die österreichische Pop-Rock-Band. |
| 2. September 1990 – 13. Oktober 1990 6 Wochen | 6                                         | (Soundtrack)                              | Pretty Woman                              | – |
| 14. Oktober 1990 – 10. November 1990 4 Wochen (insgesamt 5) | 5                                         | Herbert Grönemeyer                        | Luxus                                     | – |
| 11. November 1990 – 17. November 1990 1 Woche | 1                                         | Jon Bon Jovi                              | Blaze of Glory                            | – |
| 18. November 1990 – 24. November 1990 1 Woche (insgesamt 5) | 5                                         | Herbert Grönemeyer                        | Luxus                                     | – |
| 25. November 1990 – 22. Dezember 1990 4 Wochen (insgesamt 11) | 11                                        | Elton John                                | The Very Best of Elton John               | – |
| 23. Dezember 1990 – 5. Januar 1991 2 Wochen | 2                                         | David Hasselhoff                          | Crazy for You                             | – |

## Jahreshitparaden
| ← 1989 ← | Liste der Nummer-eins-Hits in Österreich | Liste der Nummer-eins-Hits in Österreich         | Liste der Nummer-eins-Hits in Österreich | 1991 →   |
| \| Singles \| Position# \| Alben \| \| ------------------------------------------------------------------------------------------------------------------------------------------------------------ \| --------- \| ------------------------------------------------ \| \| Verdammt, ich lieb’ Dich Matthias Reim Bernd Dietrich, Matthias Reim \| 1 \| Neppomuk’s Rache Erste Allgemeine Verunsicherung \| \| Nothing Compares 2 U Sinéad O’Connor Prince \| 2 \| …But Seriously Phil Collins \| \| I Promised Myself Nick Kamen \| 3 \| I Do Not Want What I Haven’t Got Sinéad O’Connor \| \| Ooops Up Snap! John "Virgo" Garrett III, Lonnie Simmons, Durron Butler, Penny Ford, Charlie Wilson, Benito Benites, Rudy Taylor, Ronnie Wilson, The Gap Band \| 4 \| Foreign Affair Tina Turner \| \| I Can’t Stand It Twenty 4 Seven feat. Capt. Hollywood Ruud van Rijen, Tony Dawson-Harrison \| 5 \| Feuer im ewigen Eis Kastelruther Spatzen \| \| Black Velvet Alannah Myles David Tyson, Christopher Ward \| 6 \| Pretty Woman Soundtrack \| \| Ding Dong Erste Allgemeine Verunsicherung Gerhard Breit, Klaus Eberhartinger, Nino Holm, Günther Schönberger, Thomas Spitzer \| 7 \| Reim Matthias Reim \| \| What’s a Woman? Vaya Con Dios Dani Klein, Jean-Michel Gielen, Dirk Schoufs \| 8 \| Affection Lisa Stansfield \| \| Infinity (1990’s... Time for the Guru) Guru Josh Paul Walden \| 9 \| Night Owls Vaya Con Dios \| \| It Must Have Been Love Roxette Per Gessle \| 10 \| Look Sharp! Roxette \| |                                          |                                                  |                                          |          |
| ← 1989 |                                          |                                                  |                                          | → 1991 → |
| Singles | Position#                                | Alben                                            |                                          |          |
| Verdammt, ich lieb’ Dich Matthias Reim Bernd Dietrich, Matthias Reim | 1                                        | Neppomuk’s Rache Erste Allgemeine Verunsicherung |                                          |          |
| Nothing Compares 2 U Sinéad O’Connor Prince | 2                                        | …But Seriously Phil Collins                      |                                          |          |
| I Promised Myself Nick Kamen | 3                                        | I Do Not Want What I Haven’t Got Sinéad O’Connor |                                          |          |
| Ooops Up Snap! John "Virgo" Garrett III, Lonnie Simmons, Durron Butler, Penny Ford, Charlie Wilson, Benito Benites, Rudy Taylor, Ronnie Wilson, The Gap Band | 4                                        | Foreign Affair Tina Turner                       |                                          |          |
| I Can’t Stand It Twenty 4 Seven feat. Capt. Hollywood Ruud van Rijen, Tony Dawson-Harrison | 5                                        | Feuer im ewigen Eis Kastelruther Spatzen         |                                          |          |
| Black Velvet Alannah Myles David Tyson, Christopher Ward | 6                                        | Pretty Woman Soundtrack                          |                                          |          |
| Ding Dong Erste Allgemeine Verunsicherung Gerhard Breit, Klaus Eberhartinger, Nino Holm, Günther Schönberger, Thomas Spitzer | 7                                        | Reim Matthias Reim                               |                                          |          |
| What’s a Woman? Vaya Con Dios Dani Klein, Jean-Michel Gielen, Dirk Schoufs | 8                                        | Affection Lisa Stansfield                        |                                          |          |
| Infinity (1990’s... Time for the Guru) Guru Josh Paul Walden | 9                                        | Night Owls Vaya Con Dios                         |                                          |          |
| It Must Have Been Love Roxette Per Gessle | 10                                       | Look Sharp! Roxette                              |                                          |          |